# Jahrbuch des Vermögens und Einkommens der Millionäre

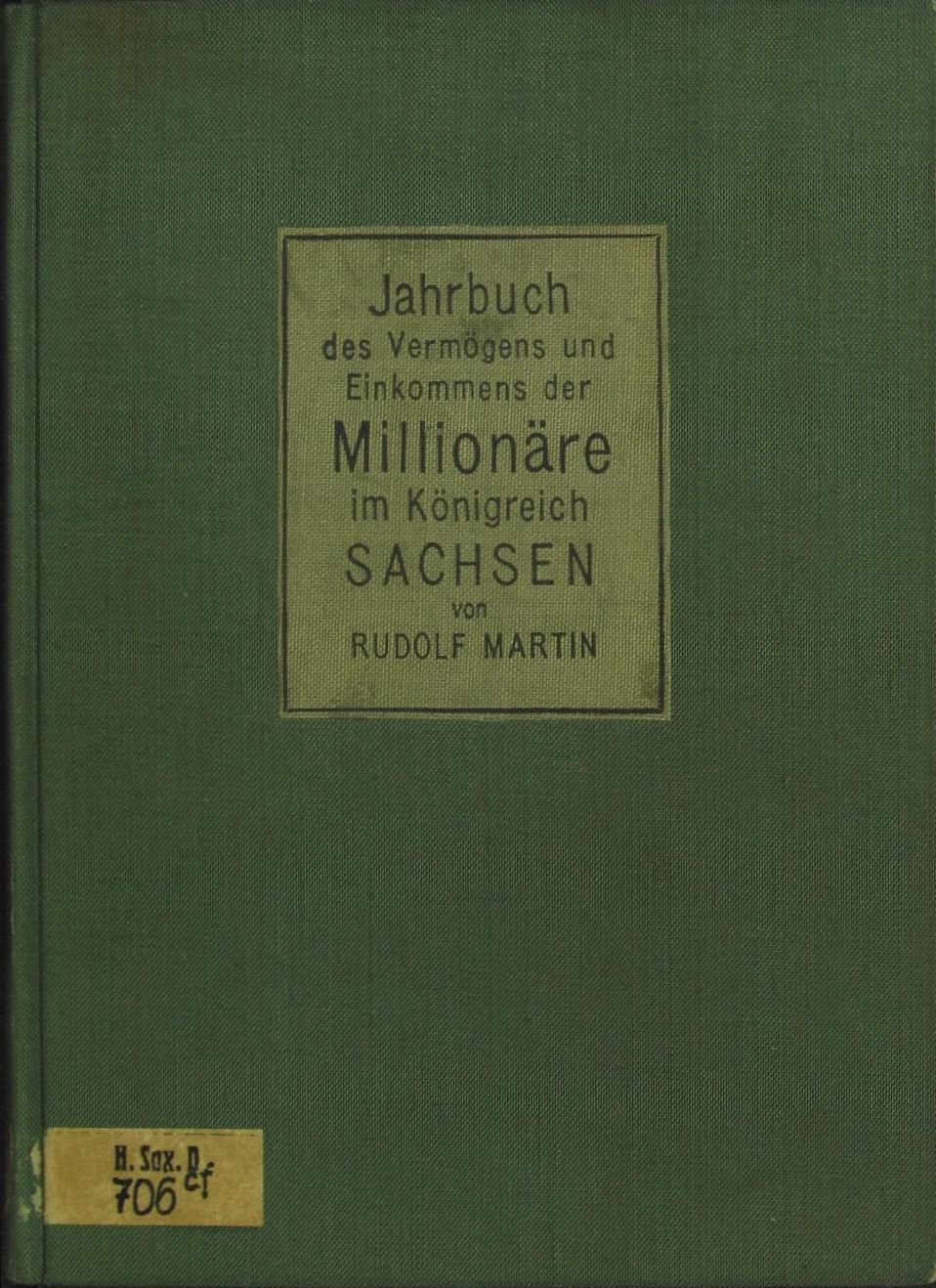
Jahrbuch für das Königreich Sachsen

Das Jahrbuch des Vermögens und Einkommens der Millionäre war ein Almanach bzw. eine Publikationsreihe, die zunächst im Verlag W. Herlet 1911 und dann in den Jahren von 1912 bis 1914 mit verschiedenen Titel-Ergänzungen in Berlin im Selbstverlag des vormaligen Regierungsrats im Reichsamt des Innern Rudolf Martin (1867–1939) erschien.

## Intention
Zu seinen Beweggründen für die Publikation schrieb Rudolf Martin im Vorwort zum 1912 erschienenen Jahrbuch des Vermögens und Einkommens der Millionäre im Königreich Sachsen:
„Die bisherige Geheimhaltung des Vermögens und Einkommens ist ein Rest der Unwissenheit und des Aberglaubens des Mittelalters. Wer für den Fortschritt der Wissenschaft ist, der muß auch für Aufklärung auf dem Gebiete des Vermögens und Einkommens sein. Die sozialen, wirtschaftlichen und politischen Kämpfe der Gegenwart verlangen nach Aufklärung über das Vermögen und Einkommen der reichen Leute.“

## Erscheinungsweise, Bände
Das Jahrbuch ... der Millionäre erfasste sowohl die Einkommensmillionäre als auch die Vermögensmillionäre und erschien erstmals 1911 im Verlag W. Herlet als Jahrbuch des Vermögens und Einkommens der Millionäre in Preußen. Ab dem Jahre 1912 gab es nun im Verlag Rudolf Martin spezielle Ausgaben für verschiedene Gebiete und Teilstaaten des Deutschen Kaiserreichs. Ursprünglich sollte diese Reihe in 20 Bänden erscheinen, wurde aber dann 1914 auf 24 Bände konzipiert. Laut den jeweiligen vollständigen Titeln erfassten die einzelnen Ausgaben: 
- das Königreich Sachsen (Band 1, erschienen Mitte Mai 1912, rund 1300 Adressen), Digitalisat SLUB
- die Hansestädte Hamburg, Bremen und Lübeck (Band 2, erschienen am 1. August 1912, rund 1000 Adressen),
- das Königreich Württemberg und Hohenzollernsche Lande (Band 3, erschienen 26. Juni 1914, rund 550 Adressen),
- das Königreich Bayern (Band 4, erschienen 27. April 1914, rund 1400 Adressen),
- die preußischen Gebiete Berlin (Band 7, erschienen 4. November 1912, über 1300 Adressen), Digitalisat ZLB
- Provinz Brandenburg (Band 8, einschließlich Charlottenburg, Wilmersdorf und andere damalige Vororte Berlins, erschienen 27. November 1912, mit rund 1630 Adressen),
- Rheinprovinz (Band 9, erschienen Ende März 1913, rund 2000 Adressen), Digitalisat, Universitäts- und Stadtbibliothek Köln
- Provinz Schlesien (Band 10, erschienen Anfang April 1913, rund 1000 Adressen),
- Provinz Westfalen (Band 11, erschienen Mitte April 1913, rund 500 Adressen),
- Provinz Hessen-Nassau (Band 12, erschienen Mitte Juni 1913, rund 1135 Adressen),
- Provinz Hannover (Band 13, erschienen Mitte Juni 1913, rund 300 Adressen),
- Provinz Sachsen (Band 14, erschienen Anfang Juli 1913, rund 650 Adressen),
- Provinz Schleswig-Holstein (Band 15, erschienen Mitte Juli 1913, rund 300 Adressen),
- Provinzen Ostpreußen und Westpreußen (Band 16, erschienen Mitte Juli 1913, rund 230 Adressen),
- Provinz Posen (Band 17, erschienen Ende Juli 1913, rund 240 Adressen),
- Provinz Pommern (Band 18, erschienen Ende Juli 1913, rund 280 Adressen) und außerdem
- das ganze Königreich Preußen (Sammelbände 19 und 20, erschienen im August 1913, mit zahlreichen Berichtigungen).[1]
- Der Band 21 war ein Nachtragsband zu den zwölf preußischen Provinzbänden.

In der Reihe zwar vorgesehen, aber dann doch nie erschienen, sind die Millionäre für das Großherzogtum Baden (Band 5), das Großherzogtum Hessen (Band 6), das Reichsland Elsaß-Lothringen (Band 22), die verschiedenen Staaten in Thüringen (Band 23) und der letzte ausgebliebene Band 24 für das Großherzogtum Oldenburg, das Herzogtum Braunschweig, das Herzogtum Anhalt, die Großherzogtümer Mecklenburg-Schwerin und Mecklenburg-Strelitz, das Fürstentum Lippe, das Fürstentum Schaumburg-Lippe und das Fürstentum Waldeck.

## Die reichsten Menschen in Deutschland vor dem Ersten Weltkrieg
In der Vorrede zum Band Jahrbuch des Vermögens und Einkommens der Millionäre in der Rheinprovinz berichtet Rudolf Martin, die reichste Frau Deutschlands im Jahr 1911 sei mit einem Vermögen von 283 Millionen Mark Bertha Krupp von Bohlen und Halbach. Von 1908 auf 1911 sei es um 96 Millionen Mark gestiegen. Noch nie zuvor habe es in Deutschland eine solche Steigerung gegeben. Im Jahreseinkommen werde Bertha Krupp um drei Millionen Mark von Kaiser Wilhelm II. übertroffen, der von Steuerzahlung befreit sei und im Jahr ein Einkommen von 22 Millionen Mark habe. Martin nennt in seiner Vorrede weitere Personen mit vergleichbaren Vermögen und Einkommen.
Demnach waren die Personen mit den fünf größten Privatvermögen im Königreich Preußen des Jahres 1911:
- Bertha Krupp von Bohlen und Halbach in Essen: 283 Millionen Mark, zugleich das angeblich größte Vermögen im gesamten Deutschen Kaiserreich des Jahres 1911
- Guido Graf Henckel Fürst von Donnersmarck in Neudeck, Oberschlesien: 254 Millionen Mark
- Maximilian Freiherr von Goldschmidt-Rothschild in Frankfurt am Main: 163 Millionen Mark
- Christian Kraft Fürst zu Hohenlohe-Oehringen, Herzog von Ujest in Slawentzitz, Oberschlesien: 154 Millionen Mark
- Kaiser Wilhelm II. in Berlin: 140 Millionen Mark

Weitere Bewohner Preußens, die unter die reichsten Millionäre fielen, kamen aus der Montanindustrie. Das Vermögen des Montanunternehmers Hans Heinrich Fürst von Pless, Graf von Hochberg wurde vor dem Ersten Weltkrieg auf etwa 100 Millionen Mark geschätzt. Der Montanindustrielle Hans-Ulrich Graf von Schaffgotsch verfügte 1912 über ein Vermögen von 79 Millionen Mark und ein jährliches Einkommen von 4 bis 5 Millionen Mark. Als eine der reichsten Frauen Preußens neben Bertha Krupp von Bohlen und Halbach kann auch noch die Baronin Mathilde von Rothschild genannt werden, obwohl die Schätzungen zur Höhe ihres Vermögens weit auseinandergehen. Für das Jahr 1914 schätzte Rudolf Martin ihr Vermögen auf 163 Millionen Mark.
Fritz von Friedlaender-Fuld galt nach dem Kaiser als reichster Einwohner Berlins und dürfte über ein Vermögen von 46 Millionen Mark verfügt haben. Der Berliner Verleger Rudolf Mosse lag knapp dahinter mit 45 Millionen Mark.
Über weitere sehr große Privatvermögen, die über 100 Millionen Mark lagen, verfügten im Deutschen Kaiserreich außerhalb Preußens am Vorabend des Ersten Weltkriegs einige süddeutsche Magnaten, die ihren jeweiligen Sitz im Königreich Bayern bzw. im Großherzogtum Baden hatten. Deren Vermögen schätzte Rudolf Martin in den 1914 erschienenen beiden letzten Jahrbüchern der Millionäre aus seinem Verlag (im Königreich Bayern und im Königreich Württemberg, wo diese Magnaten ebenfalls Standesherren waren) wie folgt:
- Albert Fürst von Thurn und Taxis in Regensburg: 270 Millionen Mark
- Adolf Josef Fürst zu Schwarzenberg in Wien, Sohn des verstorbenen Fürsten Johann Adolf mit Liegenschaften auch in Bayern: 119 Millionen Mark
- Maximilian Egon Fürst zu Fürstenberg in Donaueschingen: 110 Millionen Mark

Noch vermögender als diese Standesherren war König Ludwig III. von Bayern in München hauptsächlich auf Grund der großen Kunstschätze des Hauses Wittelsbach. Sein Vermögen gab Rudolf Martin 1914 mit 300 Millionen Mark an. Damit lag der bayerische König 1914 angeblich an vierter Stelle im gesamten Deutschen Kaiserreich. An die dritte Stelle zurückgefallen war 1914 Frau Bertha Krupp von Bohlen und Halbach mit 320 Millionen Mark. An zweiter Stelle rangierte 1914 angeblich Großherzog Adolf Friedrich von Mecklenburg-Strelitz mit 355 Millionen Mark und an die erste Stelle trat nun der Kaiser Wilhelm II. in Berlin mit angeblichen 394 Millionen Mark.
Milliardäre gab es im Deutschen Kaiserreich demnach nicht.
In seinem Vorwort zum Jahrbuch des Vermögens und Einkommens der Millionäre in den drei Hansestädten schätze Rudolf Martin die Gesamtzahl der Millionäre im Königreich Preußen im Jahre 1912 auf rund 10.000 Personen. Für die Hansestadt Hamburg kam er auf 723 Millionäre, für die Hansestadt Bremen auf 178 Millionäre und für die Hansestadt Lübeck auf 48 Millionäre im Jahre 1912. In dem Band über das Königreich Sachsen nannte er 1360 Millionäre. In den erst 1914 erschienenen Bänden über das Königreich Bayern sind 1400 Millionäre und zum Königreich Württemberg 550 Millionäre genannt. Im besagten Vorwort zu den Hansestädten nennt Rudolf Martin als reichsten Hamburger und zugleich reichste Person aller drei Hansestädte den „Salpeterkönig“ Henry Brarens Sloman mit einem geschätzten Vermögen von 60 Millionen Mark. Zum Vergleich schätzte er das Vermögen der reichsten Person im Königreich Sachsen, das Vermögen des Königs Friedrich August III. in Dresden, auf etwa 25 Millionen Mark. Das Vermögen des Königs von Württemberg, Wilhelm II. in Stuttgart, gab er mit 36 Millionen Mark an. Der Chef der schwäbischen Linie des Hauses Hohenzollern, Wilhelm Fürst von Hohenzollern in Sigmaringen, brachte es demnach im Jahre 1914 auf 28 Millionen Mark Vermögen.
Nach der Einschätzung von Willi A. Boelcke sind die von dem Herausgeber und Verfasser Rudolf Martin genannten Vermögenswerte jedoch reine Schätzungen mit großem Unsicherheitsfaktor. Sie lassen sich nicht mehr unabhängig überprüfen, da andere Vermögensbewertungen aus jener Zeit kaum vorliegen.
Dennoch war klar, dass die größten deutschen Vermögen um eine dezimale Größenordnung kleiner waren im Vergleich zu denjenigen einiger Industrie-Magnaten in den USA. So nennt Rudolf Martin 1912 folgende drei Beispiele nach damaligem Wert in Mark:
- John D. Rockefeller: 3,4 Milliarden Mark
- John P. Morgan: 2,5 Milliarden Mark
- Andrew Carnegie: 2 Milliarden Mark

## Reprints
- Jahrbuch des Vermögens und Einkommens der Millionäre in Bayern von Rudolf Martin, Rudolf Martin Verlag, Berlin 1914, Faksimile der 178 Seiten, Archiv Verlag, Braunschweig 1992
- Jahrbuch des Vermögens und Einkommens der Millionäre in Württemberg mit Hohenzollern von Rudolf Martin, früher Regierungsrat im Reichsamt des Innern. Neudruck der 135 Seiten umfassenden Ausgabe von 1914. Günther Emigs Literaturbetrieb, Niederstetten 2021. ISBN 978-3-948371-91-3